# 전북특별자치도교육청학생해양수련원
전북특별자치도교육청학생해양수련원(全北特別自治道敎育廳學生海洋修練院)은 지방교육자치에 관한 법률 제32조에 따라 전북특별자치도 각급 학교 학생의 해양 훈련을 통한 국가관 확립과 개척정신을 기르고 건전한 청소년으로 육성하며, 교직원의 복지증진을 위하여 전북특별자치도교육청 산하에 설치된 소속기관이다.